# Munseyella atlantica
Munseyella atlantica är en kräftdjursart som beskrevs av Hazel och Valentine 1969. Munseyella atlantica ingår i släktet Munseyella och familjen Pectocytheridae. Inga underarter finns listade i Catalogue of Life.